# Álútur
Álútur ist ein 481 m hoher Berg im Südwesten von Island. Der Berg befindet sich etwa 6 km nördlich der Stadtgemeinde Hveragerði.

## Vulkan Grensdalur
Álútur gehört zum Vulkansystem des Grensdalur und ist mit 481 m dessen höchste Erhebung. An seinen Hängen finden sich etliche Fumarolen, die sich u. a. gut vom Hringvegur am Abhang Kambabrún aus erkennen lassen. Das Tal Grensdalur, auch Grænadalur oder Grænsdalur, mit seinem Hochtemperaturgebiet liegt ca. 2 km westlich von ihm.

## Wandermöglichkeiten
Der Álútur ist gleichzeitig ein beliebtes Wanderziel. Man kann z. B. vom Schwimmbad (Sundlaug) in Hveragerði dem Tal des Flüsschens Varmá nach Norden folgen. Dabei kommt man bei der Landwirtschaftshochschule (Garðýrkjustöð) an einem anderen Hochtemperaturgebiet vorbei, das sich an den Hängen des Reykjafjall befindet. Es gehört genauso wie das Hochtemperaturgebiet bei der Kirche von Hveragerði zu demselben Vulkansystem. Anschließend überquert man den Golfplatz und steigt vom Tal der Sauðá auf.
Ein längerer Wanderweg vom See Úlfljótsvatn nach Hveragerði führt ebenfalls über den Álútur.